# السيدة برانيكا
السيدة برانيكا (بالفرنسية: Mistress Branican)‏، رواية من تأليف الروائي جول فيرن صدرت عام 1891.